# نصب العراق وأفغانستان التذكاري
نصب العراق وأفغانستان التذكاري هو نصب تذكاري للحرب يقع في لندن بإنجلترا احتفالا بالمواطنين البريطانيين الذين شاركوا في حرب الخليج الثانية وحرب أفغانستان وحرب العراق في الفترة من 1990 إلى 2015 من العسكريين والمدنيين الذين كان من بينهم 682 قتيلا. قام بالعمل النحات بول داي ويقع النصب التذكاري في حدائق فيكتوريا إمبانكمنت بين نهر التايمز ومقر وزارة الدفاع وبالقرب من الآثار التذكارية للحرب العالمية الثانية والحرب الكورية.

## الوصف
تم تصميم النصب التذكاري من قبل بول داي. يتكون النصب من حجري بورتلاند كبيرين متجانسين حيث يبلغ وزنهما 33 طن (32 طن للطويل و36 طن للقصير). على أحد الجوانب نحت عليه كلمة «أفغانستان» وعلى الجانب الآخر نحت عليه كلمة «العراق» ومن ناحية أخرى كلمة «واجب» وكلمة «خدمة» على الجانب الآخر. كل جانب من الحجر يشير تقريبا إلى التضاريس الصخرية في أفغانستان والعراق. يتم فصل الحجارة بفجوة ضيقة وتدعم بينهما ميدالية برونزية سميكة أو توندو منحوتة بنقوش مع تكرار كلمة «الواجب والخدمة» التذكاري وتصور أفراد القوات المسلحة من جهة والعاملين المدنيين من جهة أخرى.
خلافا للنصب التذكارية الأخرى فإن هذا النصب التذكاري لم ينقش عليه أسماء «ليشمل جميع الذين ساهموا» وهم المدنيون والعسكريون وليس فقط ضحايا.

## الخلفية وجمع الأموال
في ذكرى يوم الأحد 2014 أعلن اللورد ستيروب الرئيس السابق لأركان الدفاع عن جهود لجمع مليون جنيه إسترليني لعمل نصب تذكاري وطني لأفراد الخدمة البريطانية الذين قاتلوا في العراق وأفغانستان وأنه سيوضع في وسط لندن. بحلول مارس 2015 فإن ستيروب كان واثقا من أنه سيمكنه من جمع المبلغ الكامل المطلوب وبحلول يوليو 2016 بدأ العمل في النصب التذكاري في حدائق جسر فيكتوريا.
صحيفة ذا صن ساهمت في جمع مليون جنيه استرليني لتمويل النصب التذكاري من خلال دعم مجلس الأمناء برئاسة اللورد ستيروب.

## كشف النقاب
كشف النقاب عن النصب التذكاري في 9 مارس 2017 من قبل الملكة إليزابيث الثانية بحضور فيليب دوق إدنبرة وتشارلز أمير ويلز وكاميلا دوقة كورنوال وويليام دوق كامبريدج وكاثرين دوقة كامبريدج وهنري تشارلز ألبرت ديفيد ورئيسة الوزراء تيريزا ماي ورؤساء الوزراء السابقون جون ميجر وتوني بلير وديفيد كاميرون وكذلك وزير الدولة للدفاع مايكل فالون. سبقت مراسم كشف النقاب عن خدمة طبلية في موكب حرس الخيل بقيادة قائد الأسطول المكرم إيان ويتلي.
انتقد الحفل من قبل بعض أقارب من ماتوا لأنهم لم يدعوا ولوجود بلير الذي قاد بريطانيا إلى حرب العراق.

## معرض الصور

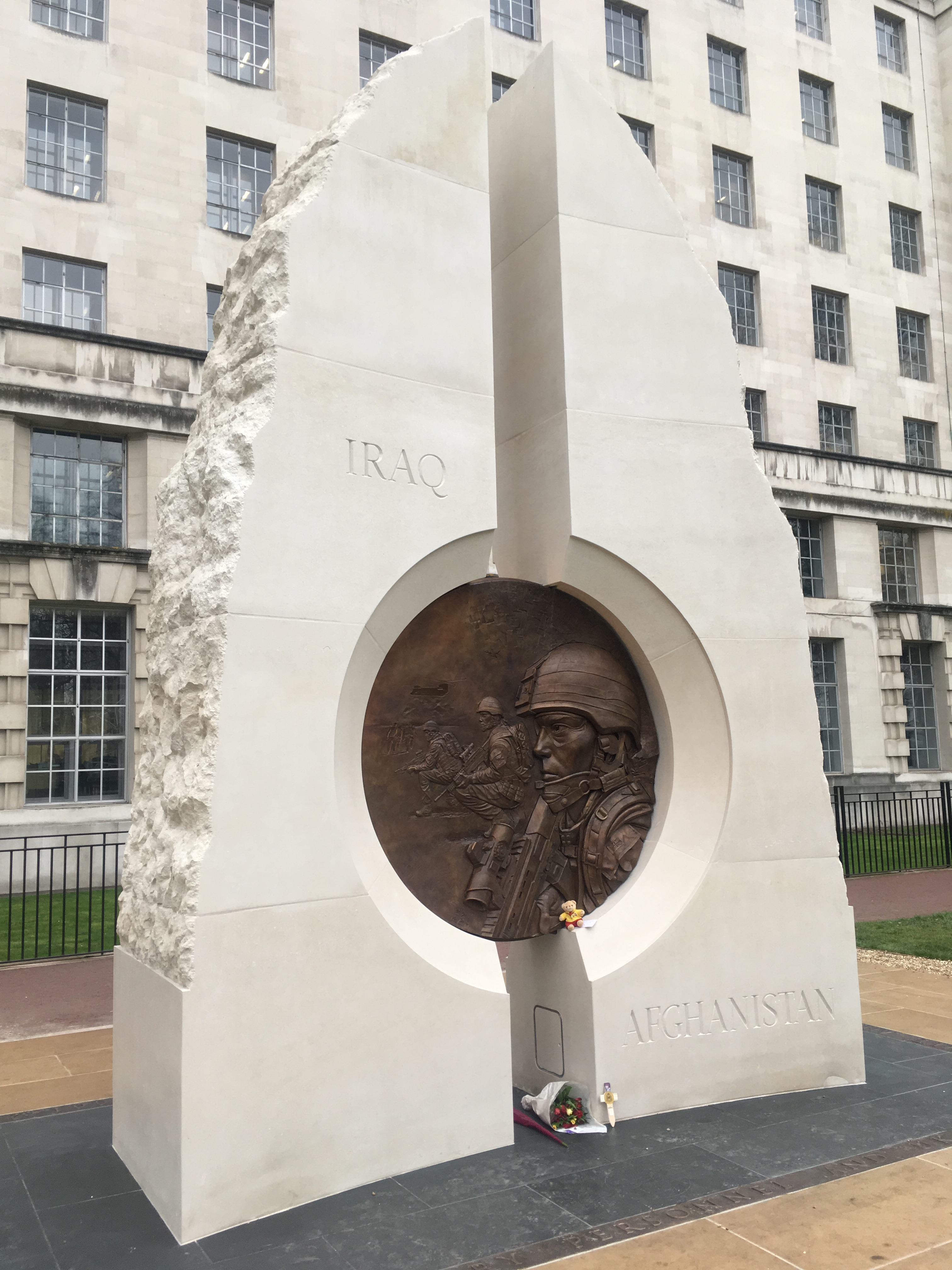
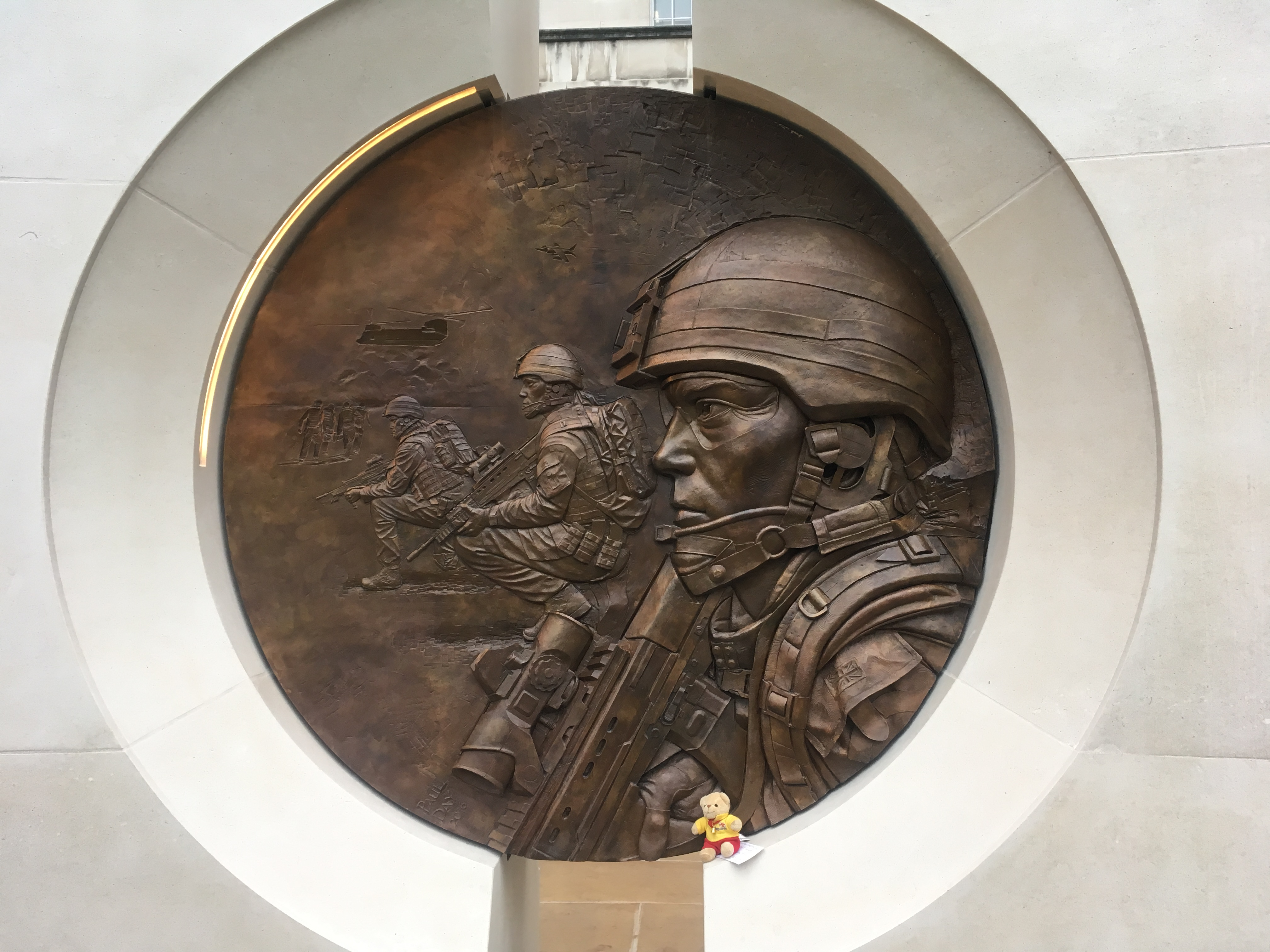
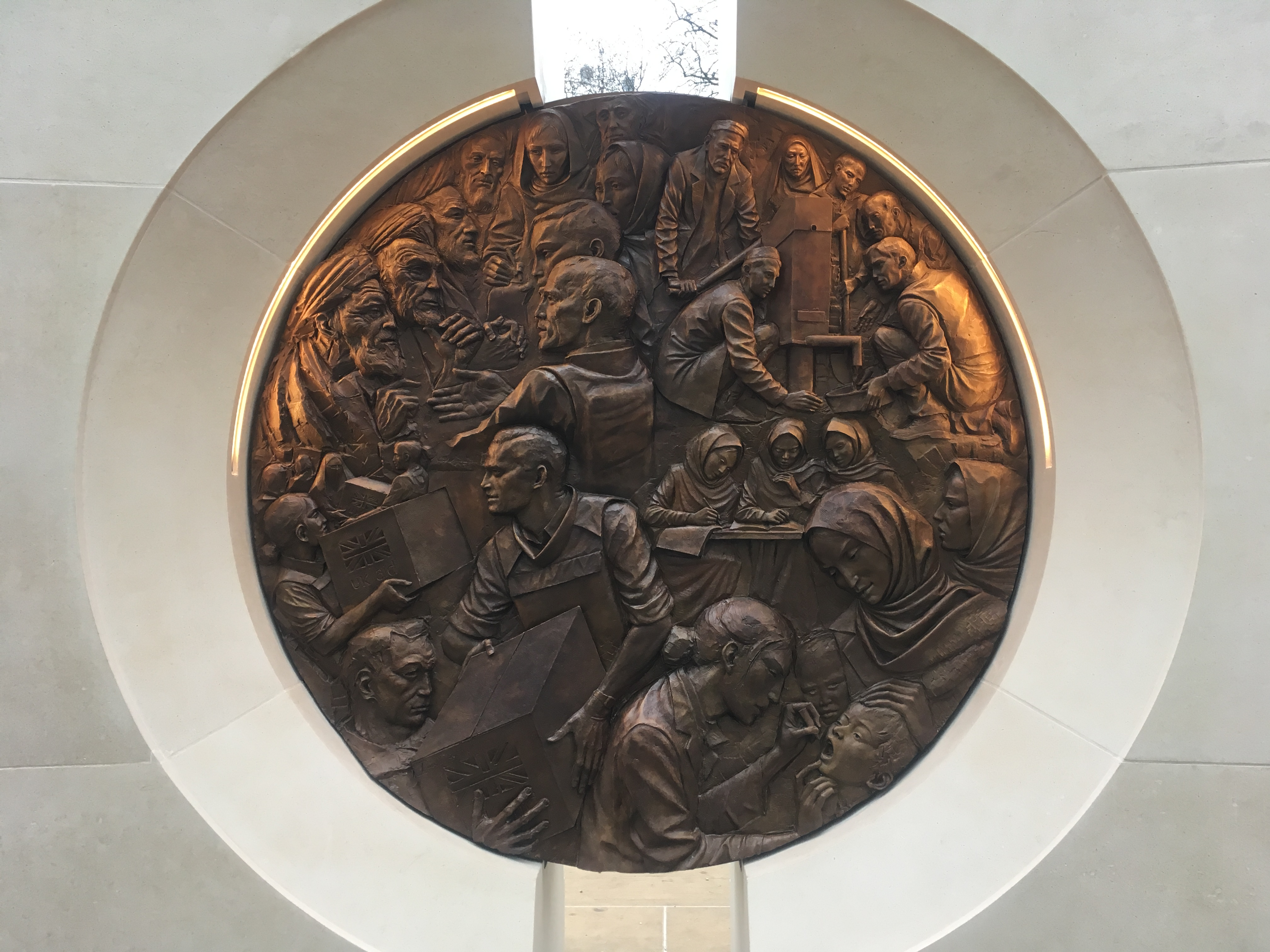
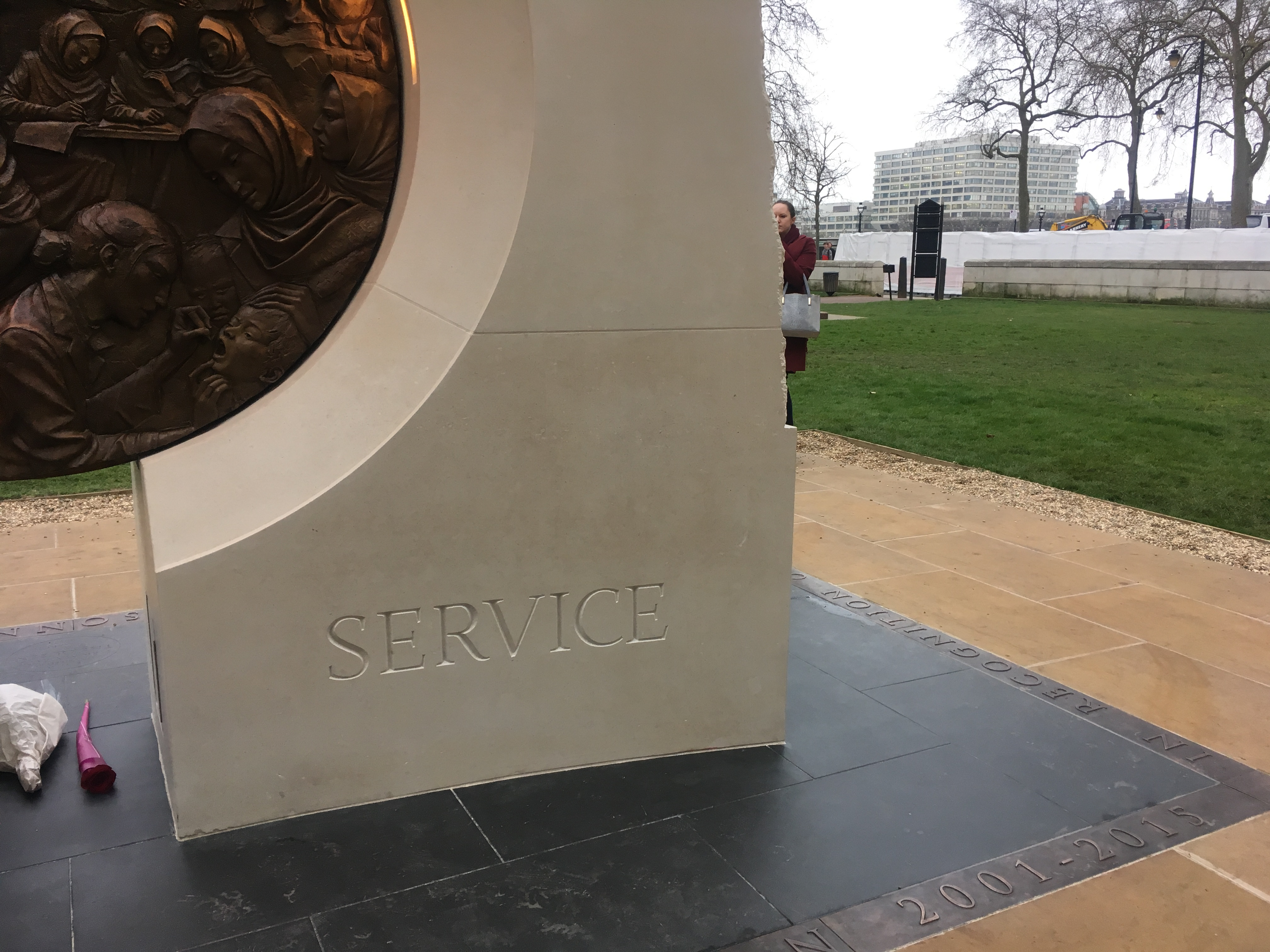
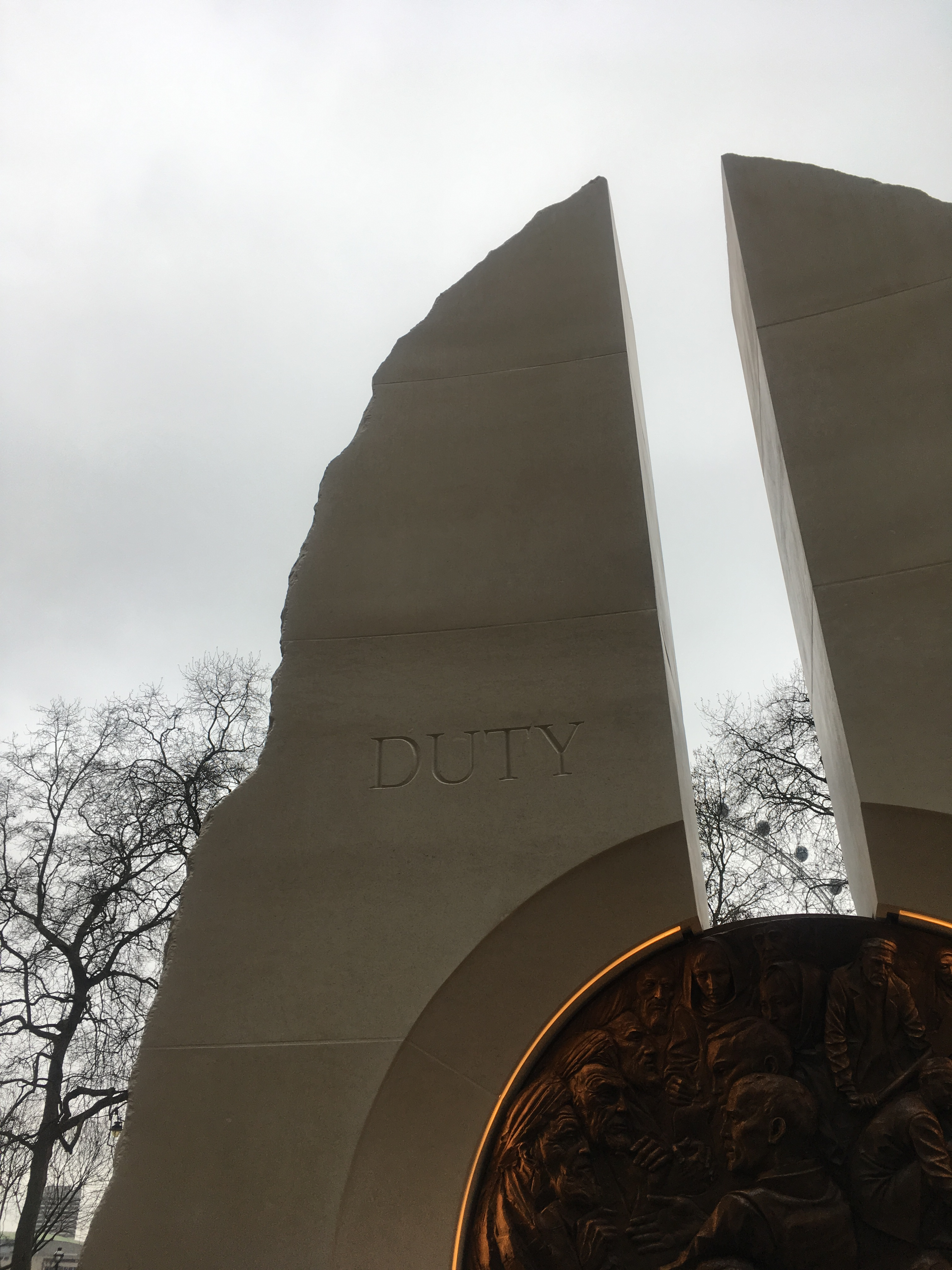
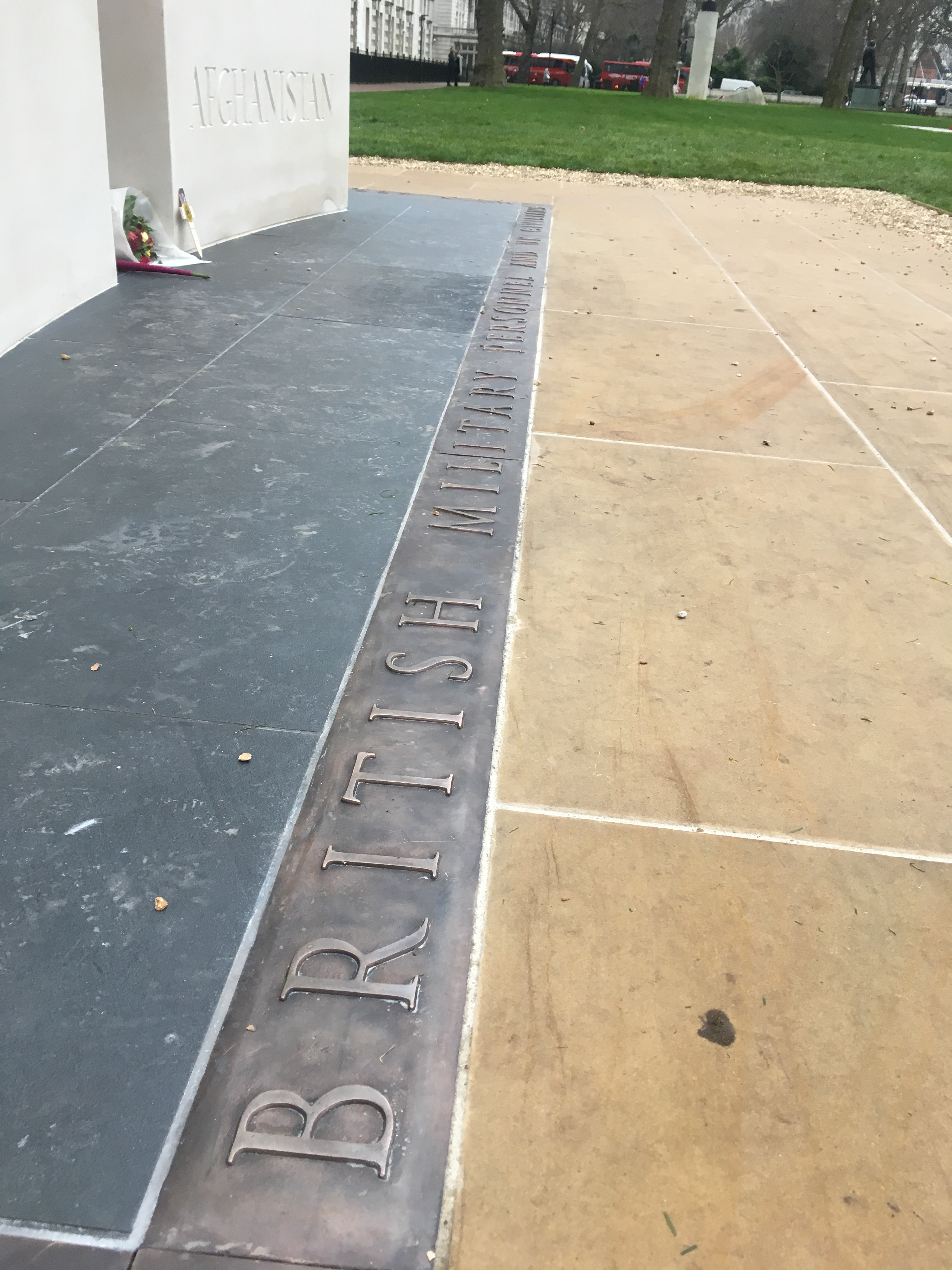
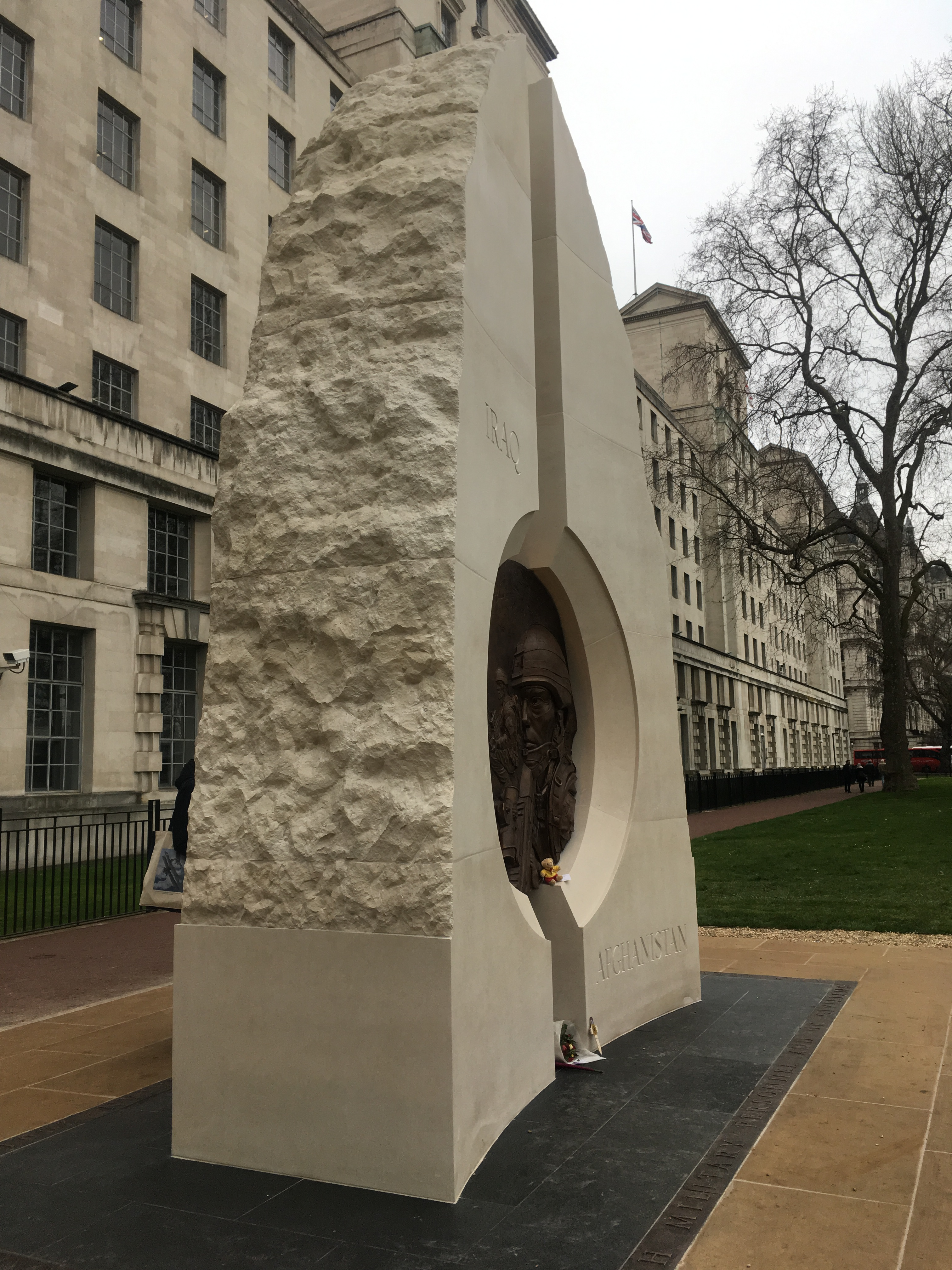
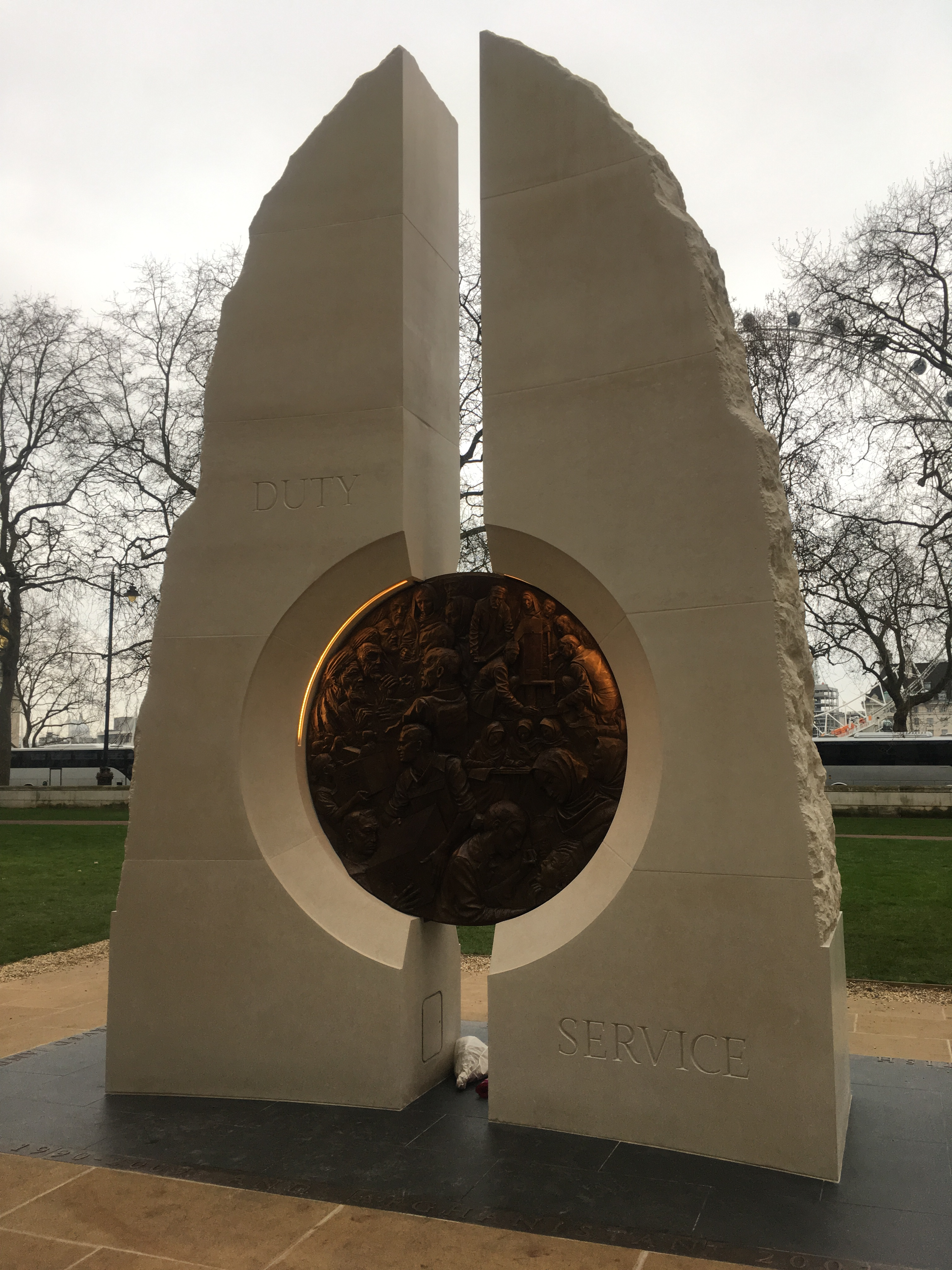

## وصلات خارجية
- كتيب رسمي من حفل الكشف عن النقاب